# Título honorífico

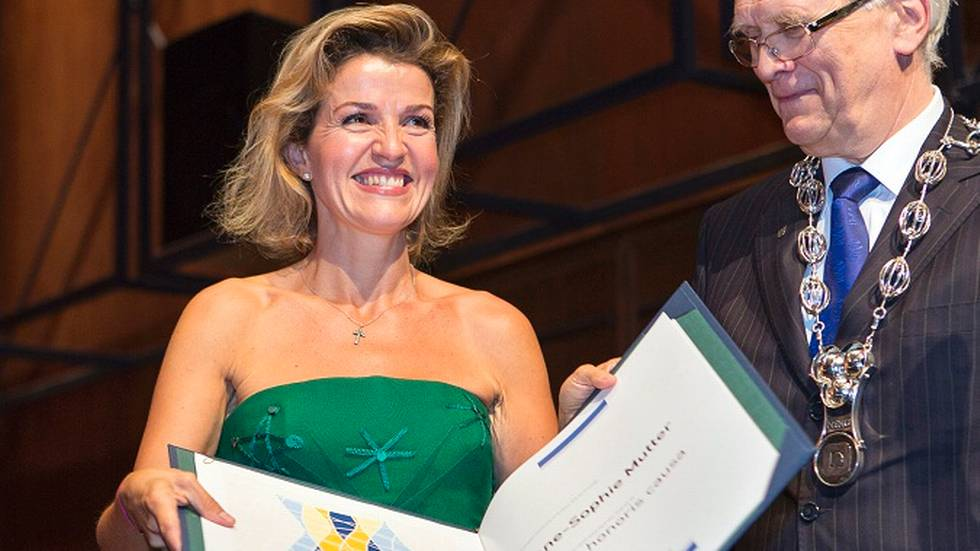
A violinista Anne-Sophie Mutter recebendo seu doutorado honorário na NTNU, em Trondheim, das mãos do reitor Torbjørn Digernes.

Um título honorífico ou título honorário é um título concedido a indivíduos ou organizações como um prêmio em reconhecimento aos seus méritos.
Às vezes, o título tem o mesmo ou quase o mesmo nome de um título de autoridade, mas a pessoa concedida não precisa cumprir nenhuma função, exceto as cerimoniais. O título às vezes pode ser temporário, válido apenas para a visita do indivíduo ou por um único dia, embora também possam ser títulos permanentes. Em alguns casos, esses títulos são concedidos postumamente.
Alguns títulos honoríficos históricos podem ser comprados, tais como certos títulos de nobreza. Há muito que isto é uma questão de fraude, tanto direta como indireta. Os títulos honorários também servem como cargos de sinecura e aposentadoria honorária.

## Exemplos

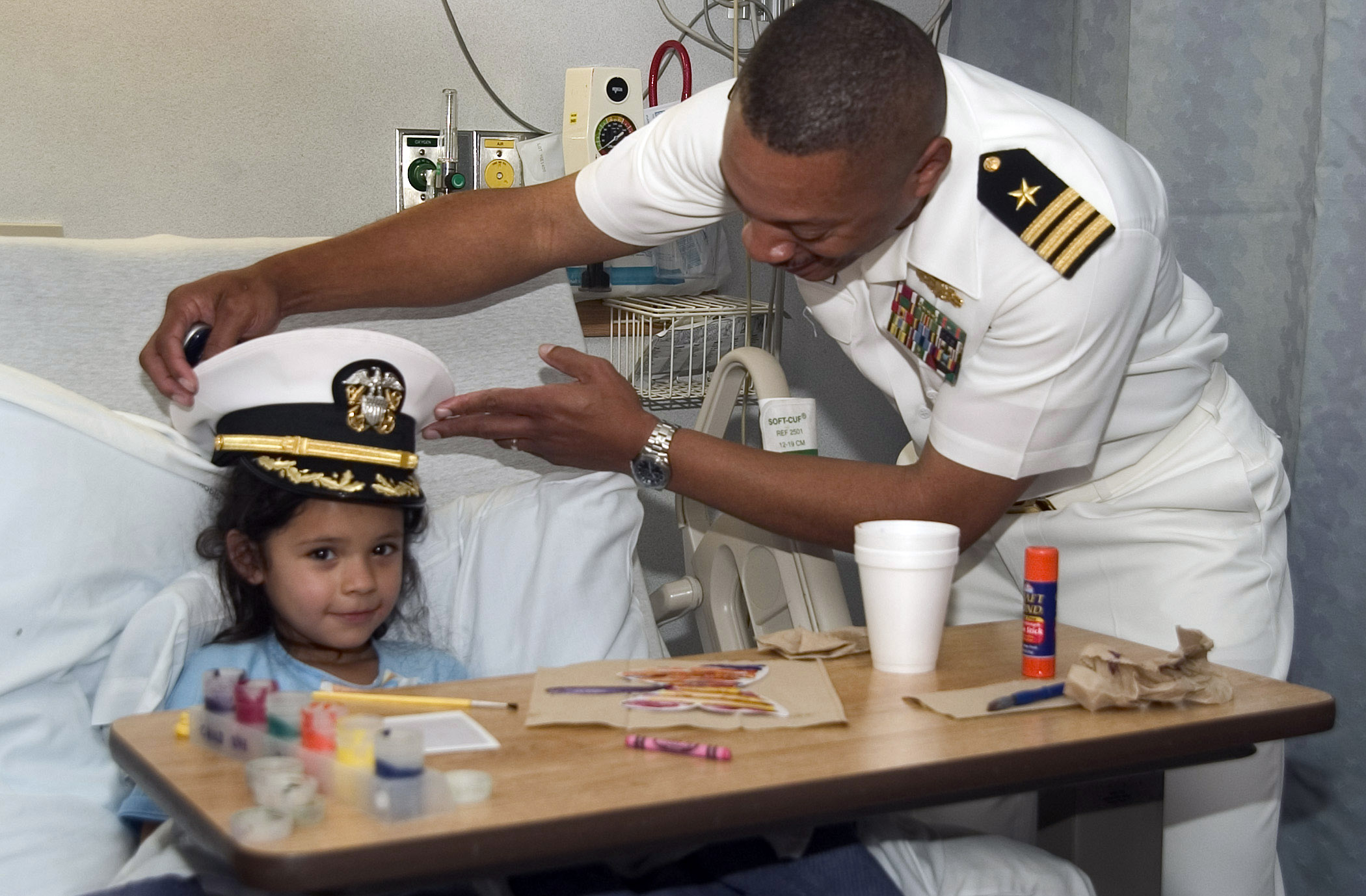
Um comandante da Marinha dos EUA dando seu quepe a uma criança hospitalizada, conferindo-lhe o título de "comandante honorária de navio por um dia".

Alguns exemplos de títulos honorários de diversas áreas incluem:
- Acadêmico - Título honorário (acadêmico)
- Membro de uma sociedade acadêmica, artística ou profissional
- Chefe dos bombeiros
- Freeman da cidade de Londres
- Herói da Federação Russa
- Coronel Honorário
- Grau ou cargo honorário, como professor honorário[4]
- Cavaleiro, Dama ou Companheiro de ordem honorífica
- Cargos militares (ex. oficial) e patentes (ex. marechal), para pessoas que não fazem parte do serviço militar
- Novo Trabalhador do Conhecimento da Coreia
- Artista do Povo
- Conselheiros honorários (neuvos) na Finlândia, como valtioneuvos (Conselheiro de Estado) e vuorineuvos (Conselheiro de Mineração)
- Último dos romanos